# Jacques de Guillebon (journaliste)
Pour les articles homonymes, voir Jacques de Guillebon.
Jacques de Guillebon, né le 10 décembre 1978 à Annecy, est un essayiste, journaliste et éditeur français.

## Biographie

### Jeunesse et formation
Après le baccalauréat, Jacques de Guillebon ne poursuit pas d'études et n'obtient pas d'autre diplôme.

### Carrière professionnelle
Collaborateur de la revue littéraire proche de l'Action française Immédiatement, Jacques de Guillebon en est le rédacteur en chef de 2002 à 2005, année où la revue cesse de paraître,.
En 2005, son premier essai, Nous sommes les enfants de personne, préfacé par Chantal Delsol, est remarqué à l'occasion d'un passage télévisé chez Thierry Ardisson.
Il est un temps[Quand ?] éditorialiste de la revue Permanences et chroniqueur de Témoignage chrétien  (la rédaction a rompu avec lui à la suite de ses positions sur le mariage pour tous).
Directeur délégué du mensuel catholique La Nef de 2005 à 2009, il quitte ensuite ces fonctions pour y devenir éditorialiste. Il rejoint la rédaction du magazine Causeur et apporte des manuscrits aux éditions du Cerf.
De 2009 à 2010, il travaille pour l'ancien quotidien gratuit Direct Soir.
En décembre 2013, il rencontre Marion Maréchal-Le Pen, alors députée Front national du Vaucluse. Il la conseille bénévolement et écrit certains de ses discours lors des élections régionales de 2015 en Provence-Alpes-Côte d'Azur.
En septembre 2015, il est parmi les membres fondateurs du comité de rédaction de « la revue d'écologie intégrale » Limite.
En septembre 2017, il participe à la fondation du magazine conservateur L'Incorrect, mensuel vendu en kiosque dont il est le directeur de la rédaction. Ce magazine a été initié par Laurent Meeschaert, directeur de la publication, et des journalistes comme Charlotte d'Ornellas,.
De 2018 à 2022, il est membre du conseil scientifique de l'Institut des sciences sociales, économiques et politiques présidé par Patrick Louis.
Le 20 juin 2022, Jacques de Guillebon est démis de ses fonctions de directeur de la rédaction de L'Incorrect par Laurent Meeschaert, en raison d'une position trop critique vis-à-vis de la stratégie d'Éric Zemmour durant les présidentielles et les législatives 2022. Laurent Meeschaert ayant lui-même été candidat de Reconquête ! dans la 4e circonscription de l'Oise en juin 2022.
Il fonde en mai 2024 la maison d'édition La Onzième Heure, avec Rémi Carlu, Nicolas Pinet et Sylvain de Mullenheim, qui se donne pour but de republier les grands textes de la pensée catholique sociale.

## Prises de position
Il a participé aux manifestations contre le sommet européen de Bruxelles en 2001 et de Barcelone en 2002. Il soutient Julien Coupat et le « groupe de Tarnac », ce qui, selon la journaliste Pascale Tournier, illustrerait « les liens qui peuvent exister entre les nouveaux conservateurs et une certaine gauche ».
En novembre 2011, il s'oppose aux manifestations devant le Théâtre de la Ville qui demandent le retrait de la représentation d’une pièce de Romeo Castellucci Golgota picnic et Sur le concept du visage du fils de Dieu. Il est pris pour cible par les nationalistes catholiques, comme Bernard Antony, qui lui décerne ironiquement le Prix Dolores Ibárruri.
En octobre 2013, dans le magazine Causeur, il fait partie des 19 premiers signataires de « Touche pas à ma pute ! Le manifeste des 343 salauds » pour protester contre les sanctions qui pourraient toucher les clients des prostituées.
À l'occasion de débats sur le mariage pour tous, il indique : « L’homosexualité est un désordre : un désordre mental, comportemental, moral, social, un désordre sentimental, un désordre amoureux. L’homosexualité est un mal, un mal social, un mal spirituel, un mal existentiel, et rien ne nous empêchera de le penser et de le dire. » À la suite de ces propos, les médias La Vie et Témoignage chrétien mettent fin à sa collaboration.
Après le premier tour de la présidentielle, avec quatre autres membres de l'Avant-garde, il appelle dans une tribune publiée dans Valeurs actuelles du 26 avril 2017 à voter Marine Le Pen pour le second tour de l'élection présidentielle face à Emmanuel Macron,. En 2018, la journaliste Camille Vigogne le définit comme « chevalier servant de Marion Maréchal ».
En décembre 2019, il cosigne une tribune dans Valeurs actuelles qualifiant les Sleeping Giants d'« idiots utiles du fascisme ».

## Publications
- dir., Vivre et penser comme des chrétiens, A contrario, 2005  (ISBN 978-2-7534-0030-6)
- Nous sommes les enfants de personne, Presses de la Renaissance, 2005 (rééd. 2010).
- La France excédée, Presses de la Renaissance, 2006  (ISBN 978-2-7509-0114-1).
- Avec Falk van Gaver, Le Nouvel Ordre amoureux, éditions de L'Œuvre, 2008  (ISBN 978-2-35631-005-7).
- Contre Culture : Et autres textes fumants, La Nef, coll. « Hors-série / 26 », juin 2011, 304 p. (ISBN 978-2-916343-14-3)
- Frédéric Ozanam, la cause des pauvres, éditions de L'Œuvre, 2011  (ISBN 978-2-35631-105-4).
- L'homme a-t-il besoin du Christ ?, Paris, Via Romana, 2011  (ISBN 978-2-916727-93-6).
- Dir., avec Maxence Caron, Philippe Muray, Cerf, coll. « Les Cahiers d'Histoire de la Philosophie », 2011.
- Père Damien, le saint lépreux, éditions de L'Œuvre, 2012  (ISBN 978-2-35631-131-3).
- Avec Falk van Gaver, L'Anarchisme chrétien, éditions de L'Œuvre, 2012  (ISBN 978-2-35631-061-3)
- L'Impasse : du mariage laïc au mariage gay, éditions de L'Œuvre, 2013.
- Avec Falk van Gaver, Anarchrist, Une histoire de l'anarchisme chrétien, Desclée de Brouwer, 2015.
- Saint Benoît, collection sous la direction de Michael Lonsdale, Presses de la Renaissance, 2017  (ISBN 978-2-7509-1341-0)
- L'Épopée de la sainte Tunique du Christ (scénario), Éditions du Triomphe, 2025, (EAN 9782383860624[24])